# 胡国栋
胡国栋（1915年11月—1992年9月），男，安徽安庆人，中国机械工程专家、内燃机专家，大连理工大学教授，曾任大连市政协副主席，九三学社中央委员会常务委员，第三、五、六、七届全国人大代表。